# زولوتاريوفكا (بانزا)
زولوتاريوفكا (بالروسية: Золотарёвка) هي مدينة في مقاطعة بانزا أوبلاست في روسيا.
يبلغ عدد سكانها حوالي 2736 نسمة.